# Pena de morte na Cidade do Vaticano
A pena de morte na Cidade do Vaticano foi legal entre 1929 e 1969, sendo reservada para casos de tentativa de assassinato do Papa, embora nunca tenha sido aplicada lá. As execuções foram realizadas em outros lugares dos Estados Papais, antecessor da Cidade do Vaticano, durante a sua existência.

## Contexto

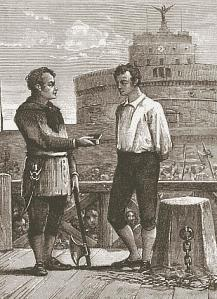
Giovanni Battista Bugatti, carrasco dos Estados Pontifícios entre 1796 e 1865, realizou 516 execuções (Bugatti retratado oferecendo rapé a um prisioneiro condenado em frente ao Castelo de Sant'Angelo).

A pena de morte teve o apoio dos primeiros teólogos católicos, embora alguns, como Santo Ambrósio, encorajassem os membros do clero a não pronunciar ou executar a pena capital. Santo Agostinho respondeu às objeções à pena capital baseadas no primeiro mandamento da Cidade de Deus. O argumento de Agostinho é o seguinte: “Visto que o agente da autoridade é apenas uma espada na mão [de Deus], não é de forma alguma contrário ao mandamento ‘Não matarás’ que o representante da autoridade do Estado coloque criminosos para morte". Tomás de Aquino e Duns Scotus também argumentaram que a autoridade civil para executar a pena capital era apoiada pelas escrituras.
O Papa Inocêncio III exigiu que Pedro Valdo e os valdenses aceitassem que "o poder secular pode, sem pecado mortal, exercer julgamento de sangue, desde que puna com justiça, não por ódio, com prudência, não por precipitação" como um pré-requisito para a reconciliação com a Igreja. Durante a Idade Média e no período moderno, a Inquisição foi autorizada pela Santa Sé a entregar hereges à autoridade secular para execução, e os Estados Papais realizaram execuções por uma variedade de crimes.
O Catecismo Romano (1566) codificou o ensino de que Deus havia confiado às autoridades civis o poder sobre a vida e a morte. Os doutores da Igreja, como Roberto Belarmino e Afonso de Ligório, assim como teólogos modernos como Francisco de Vitória, Tomás Moro e Francisco Suárez, continuaram essa tradição. O Papa Pio XII emitiu uma alocução aos médicos especialistas nesse sentido.
O Tratado de Latrão de 1929 adotou o código legal italiano contemporâneo (relativo às tentativas de assassinato do Rei da Itália), prevendo a pena capital para qualquer pessoa que tentasse assassinar o papa dentro da Cidade do Vaticano. O artigo 8.º do Tratado de Latrão dispõe:
| “ | Considerando a pessoa do Sumo Pontífice sagrada e inviolável, a Itália declara qualquer tentativa contra Sua pessoa ou qualquer incitamento para cometer tal tentativa será punível com as mesmas penas que todas as tentativas e incitamentos semelhantes para cometer o mesmo contra a pessoa do Rei. Todas as ofensas ou insultos públicos cometidos no território italiano contra a pessoa do Sumo Pontífice, seja por meio de discursos, atos ou escritos, serão punidos da mesma forma que as ofensas e insultos contra a pessoa do Rei. | ” |

Não houve tentativas de assassinato do papa na Cidade do Vaticano enquanto o estatuto estava em vigor. Já não estava em vigor em 1981, quando Mehmet Ali Ağca tentou assassinar o Papa João Paulo II e, de qualquer forma, Ağca foi julgado por um tribunal italiano e não no Vaticano.

## Abolição
O Papa Paulo VI retirou o estatuto da pena capital da "lei fundamental" da Cidade do Vaticano em 1969, juntamente com outras adaptações, quatro anos após o encerramento do Concílio Vaticano II, anunciando a mudança apenas na edição de agosto de 1969 da Gazette, que é publicada em latim. A mudança só chamou a atenção do público em janeiro de 1971, depois de os repórteres terem acusado Paulo VI de hipocrisia pelas suas críticas às execuções planeadas em Espanha e na União Soviética.